# 山田喜作
山田 喜作（やまだ きさく、1900年（明治33年）‐1963年（昭和38年））は大正時代から昭和時代の日本画家。

## 来歴
鏑木清方の門人。東京の生まれ。凸版印刷の図案募集において入選を果たしたことを機に清方に入門している。
喜作は1923年に第8回の郷土会展に「夜」を出品した後、郷土会の展覧会には第13回まで連続して出品している。1924年の第9回同展に「川添の家」を、1925年の第10回展に「お茶の水風景」を、1926年の第11回展に「公園所見」を、1927年の第12回展に「梅」を、1928年の第13回展に「燈影」を、また同年7月の郷土会第二部第1回展覧会には「波の音（浪の音）」を、同月、江東美術展覧会には「夕」という版画を出品している。翌1929年第14回郷土会展には「春眠」、「舞踊場」、「お花見」、「新緑」を、1930年の第15回郷土会展には「夕暮」、「子供」、「初夏」を、1931年の第16回郷土会展には「誕生三月頃」、「爪」、「幼児」、「海辺」、「春の宵」、「港町の宵（宵の港町）」、「秋の海」、「冬の海」、「銀座の人」、「葉山堀の内」、「雪の八通八橋」、「母と子」、「長崎（村）風景」と13点の作品を出品している。郷土会最後となったこの時の展覧会では笠松紫浪の作品と喜作の作品を中心に展示がされていた。
1931年10月に開催された第12回帝展に出品した「湘南初夏」が初入選を果たしており、これ以降、翌1932年の第13回帝展に「真夏の港」を、1934年の第15回帝展に「雨季」を、1943年の第6回新文展に「峠」を出品、入選を重ねていった。喜作は昭和初期におけるモダンな女性風俗を主題とした作品を数多く残している。また、喜作は伊東深水門下による青衿会において人物画の研鑚を積み、満州で個展を開いている。戦後には蝋纈染めを手がけている。1963年没。享年は数えで64。

## 作品
- 「湘南初夏」 絹本着色  1931年　島根県立石見美術館所蔵
- 「真夏の港」 絹本着色  1932年 島根県立石見美術館所蔵
- 「冬日」　絹本着色　中村美術館（福岡県田川市）所蔵
- 「早春」　絹本着色　中村美術館所蔵